# Powiat Sejneński
Der Powiat Sejneński ist ein Powiat (Kreis) in der polnischen Woiwodschaft Podlachien mit der Kreisstadt Sejny. Er umfasst eine Fläche von 856,07 km² und ist mit einer Einwohnerzahl von rund 21.000 Einwohnern der bevölkerungsärmste Polens.

## Gemeinden
Der Powiat umfasst fünf Gemeinden, davon eine Stadtgemeinde und vier Landgemeinden.
Dabei ist die Gemeinden Puńsk seit 2006 offiziell zweisprachig, da der litauische Bevölkerungsanteil in dieser Gemeinde über 20 % ausmacht.
(Einwohnerzahlen vom 30. Juni 2015)

### Stadtgemeinde
- Sejny – 5598

### Landgemeinden
- Giby – 2873
- Krasnopol – 3844
- Puńsk / Punskas – 4278
- Sejny – 4125